# George Edward Moore
George Edward Moore, obvykle psáno G. E. Moore, (4. listopadu 1873 Londýn – 24. října 1958 Cambridge) byl anglický filozof. Spolu s Bertrandem Russellem a Ludwigem Wittgensteinem bývá považován za zakladatele analytické filozofie.
- odvrátil se od idealismu a obhajoval zdravý rozum
- tvrdil, že filozofické argumenty mohou trpět záměnami mezi použitím termínu v určitém argumentu a definicí tohoto pojmu (ve všech argumentech). Pojmenoval tento zmatek "naturalistický klam".
- každý člověk může pod určitým pojmem vyjadřovat něco jiného (díky vlastnímu vnímání); např. označení "dobrý" - každý tím myslí dobrý v jiném smyslu, ale stále je to to samé slovo
- z toho vyvozuje, že každá analýza hodnoty je odsouzena k nezdaru
- Moore tvrdil, že dobrota nemůže být analyzována z hlediska nějaké jiné vlastnosti

("Může být pravdou, že všechny věci, které jsou dobré, jsou zároveň něco jiného, stejně tak může být pravdou, že všechny věci, které jsou žluté, vznikly z určitého druhu vibrací ve světle") ⇒ "dobré" je tedy nedefinovatelné → nelze vědecky testovat ani ověřit → slova tedy používáme na základě "morální intuice"
- obhájce etického intuicionismu

Mooreův paradox - "Prší, ale já nevěřím, že prší" (jenom to říkám, ale nemůžu to vědět či ověřit, když tam nejdem. Čili co když to není pravda?)

## Dílo
- Seznam děl v Souborném katalogu ČR, jejichž autorem nebo tématem je George Edward Moore
- The Nature of Judgment, 1899
- Principia Ethica, 1903
- The Refutation of Idealism, 1903
- Ethics, 1912